# Jalapyphantes obscurus
Jalapyphantes obscurus är en spindelart som beskrevs av Alfred Frank Millidge 1991. Jalapyphantes obscurus ingår i släktet Jalapyphantes och familjen täckvävarspindlar.
Artens utbredningsområde är Ecuador. Inga underarter finns listade i Catalogue of Life.